# Pat O'Brien (attore)
Pat O'Brien, all'anagrafe William Joseph Patrick O'Brien (Milwaukee, 11 novembre 1899 – Santa Monica, 15 ottobre 1983), è stato un attore statunitense.

## Biografia
Nato a Milwaukee da genitori cattolici di origine irlandese, O'Brien fu amico di Spencer Tracy fin dall'adolescenza. I due frequentarono insieme la Marquette Academy, un liceo diretto da gesuiti e, allo scoppio della prima guerra mondiale, insieme si arruolarono in Marina, dove O'Brien seguì i corsi di ufficiale di complemento al Great Lake Naval Training Center.
La comune passione per la recitazione portò i due amici a iscriversi alla Sargent's School, una scuola teatrale a New York e a debuttare insieme sul palcoscenico in R.U.R., un dramma espressionista messo in scena il 9 ottobre 1922, in cui entrambi interpretarono due particine mute da robot. Le loro strade si divisero e O'Brien iniziò una discreta carriera nel vaudeville come attore brillante e ballerino, arrivando fino a Broadway verso la fine degli anni venti.
Dopo aver ritrovato Tracy nella commedia Tenth Avenue, messa in scena a Baltimora alla fine del 1928, O'Brien si trasferì a Hollywood per tentare la carriera cinematografica. Il suo primo grande successo giunse nel 1931 con Prima pagina (1931) di Lewis Milestone, in cui interpretò magistralmente il ruolo del dinamico reporter Hildy Johnson. Subito dopo fu al servizio di John Ford in L'aeroporto del deserto (1932), del giovane Frank Capra in La follia della metropoli (1932), e di Victor Fleming nella commedia brillante Argento vivo (1933), accanto a Jean Harlow. Nello stesso anno firmò un contratto di sette anni per la Warner Brothers, avviandosi a una lunga carriera di affidabile comprimario (e più raramente protagonista) durante la quale interpretò una nutrita serie di personaggi di prete o poliziotto, conservando il caratteristico e marcato accento irlandese delle origini.

### I film con James Cagney
Durante l'intenso periodo alla Warner Brothers, nella prima metà degli anni trenta, O'Brien recitò per la prima volta accanto a James Cagney nel film Marinai all'erta (1934), che definì il modello poi ripetuto in sette pellicole successive, con Cagney sempre nella parte del personaggio ribelle, dinamico e intrattabile, mentre O'Brien faceva da contraltare con la sua pacatezza e la sua maturità di solido irlandese. La combinazione fra i due risultò particolarmente convincente presso il pubblico, tanto da confermarsi già l'anno successivo con altri tre film: Diavoli in paradiso (1935), una storia sull'aviazione di marina che vide O'Brien nel ruolo dell'ufficiale superiore di Cagney, una recluta insofferente alla disciplina; Colpo proibito (1935), una vicenda ambientata nel mondo della boxe, e Brume (1935), diretto da Howard Hawks, con O'Brien nuovamente nel ruolo del saggio ufficiale comandante di Cagney.
Il pubblico mostrò di continuare a gradire l'accoppiata Cagney-O'Brien, basata su un indovinato equilibrio tra le caratteristiche dei due interpreti, ovvero l'umorismo di O'Brien ispirato da un'ironia e un cinismo a mezza bocca rispetto a quello più dinamico e fisico del partner, del quale fungeva da competitore elegante e socialmente più alto in ruolo. L'intesa artistica continuò a perfezionarsi anche nella commedia con Boy Meets Girl (1937), una satira sul mondo del cinema in cui i due attori impersonarono un'irruente coppia di stravaganti sceneggiatori.
L'impegno successivo rappresentò uno dei più grandi successi sia nella carriera di O'Brien che in quella di Cagney, ovvero Angeli con la faccia sporca (1938), in cui è narrato il differente destino cui vanno incontro due amici d'infanzia e di piccoli crimini. O'Brien è padre Jerry Connolly, un religioso assuntosi l'impegno di reinserire nella società dei ragazzi di strada, il quale ritrova il suo vecchio compagno Rocky Sullivan (Cagney), divenuto un temuto gangster, al quale chiede aiuto per realizzare la sua missione in nome dell'antica amicizia. Il film rappresentò il vertice della collaborazione artistica tra i due attori, che si riunirono nuovamente in I fucilieri delle Argonne (1940), ambientato durante la prima guerra mondiale, e in Zona torrida (1940), un'avventura esotica in cui O'Brien interpretò il dirigente di una piantagione con Cagney quale sottoposto.
I due attori, che mantennero per tutta la vita una solida amicizia anche al di fuori della professione, non si ritrovarono più insieme sul set fino al 1981, anno in cui O'Brien ottenne un ruolo minore in Ragtime (1981), diretto da Miloš Forman, che fu l'ultimo film anche per Cagney.

### Gli anni quaranta e il declino

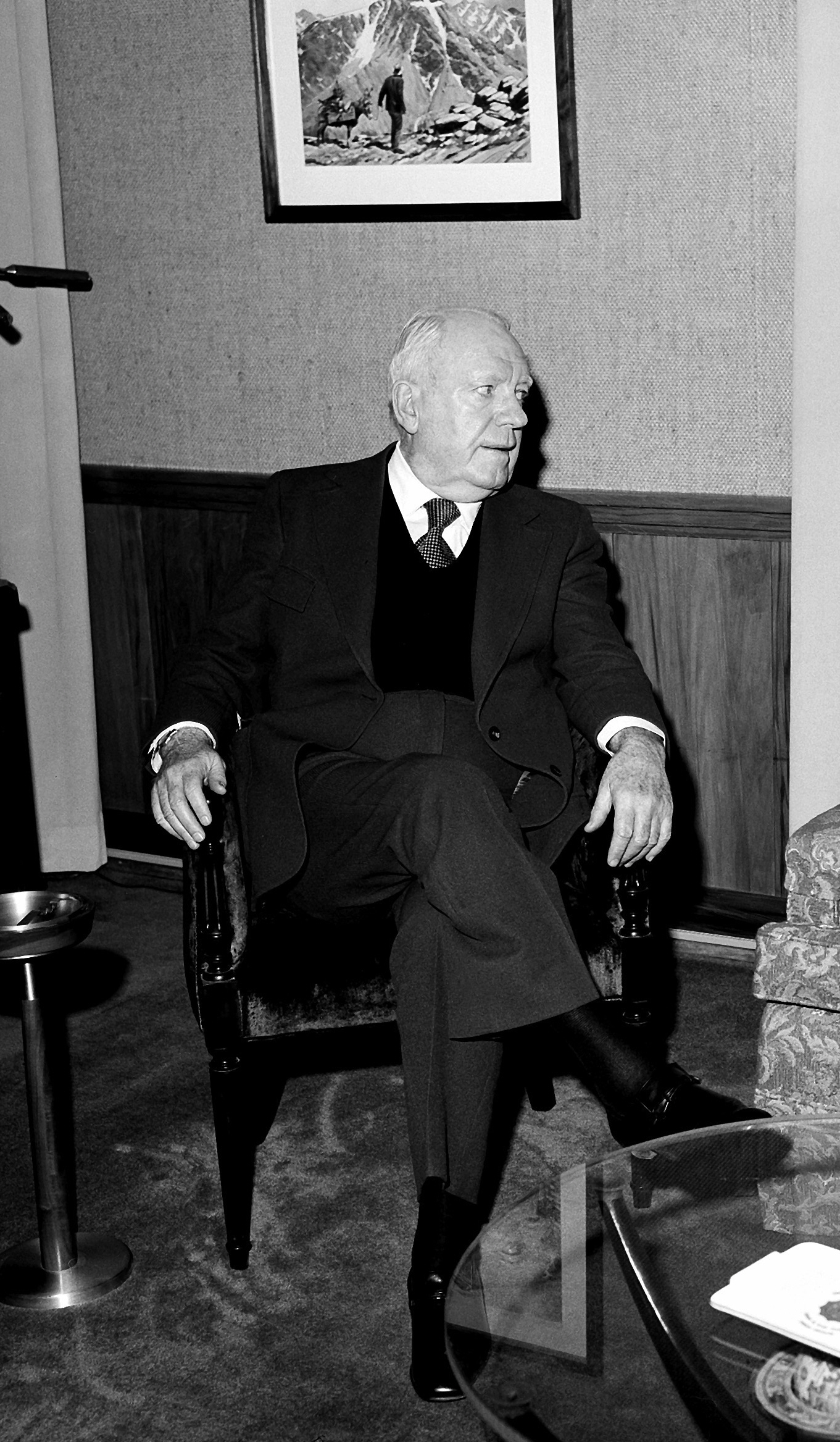
Pat O'Brien nel 1972

Nel 1940 O'Brien ritrasse uno dei suoi personaggi cinematografici più memorabili nel film Knute Rockne All American (1940), vicenda biografica dedicata a Knute Rockne, leggendario allenatore di football americano di origine norvegese, e coach del team dei Notre Dame, capitanato dal giocatore George Gipper (impersonato da Ronald Reagan). Verso la fine del film Rockne incita i Notre Dame alla vittoria, pronunciando la battuta "Win just one for the Gipper", in memoria di Gipper, morto prematuramente. La frase divenne un marchio di fabbrica di O'Brien, che la recitò più volte a beneficio dei fans in svariate occasioni pubbliche.
Lasciata la Warner, O'Brien lavorò durante gli anni quaranta come attore freelance, protagonista in film d'azione come L'assassino è in casa (1940) di Tay Garnett, in commedie brillanti come Vacanze pericolose (1946) di E.H. Griffith, e impersonando nuovamente un prete in Domani saranno uomini (1948). La carriera dell'attore si avviò al declino, malgrado l'interessante ruolo del nonno ne Il ragazzo dai capelli verdi (1948), film d'esordio di Joseph Losey, interpretato accanto al piccolo Dean Stockwell.

### Gli ultimi film
Nel 1951 Spencer Tracy fu scritturato per il ruolo di protagonista nel film drammatico Omertà (1951) e volle che al vecchio amico O'Brien, le cui apparizioni sullo schermo si erano diradate, fosse affidata una parte da comprimario, quella di un investigatore della polizia. Durante gli anni cinquanta O'Brien lavorò prevalentemente per la televisione, tornando nuovamente al fianco di Spencer Tracy nel dramma politico L'ultimo urrà (1958), per la regia di John Ford. L'anno seguente ebbe un altro ruolo di detective della polizia nella celebre commedia A qualcuno piace caldo (1959) e continuò l'attività televisiva nella serie Harrigan and Son, incentrata sulla figura di due avvocati padre e figlio, e andata in onda nella stagione 1960-1961.
Altre sue apparizioni di rilievo furono quelle nelle serie Il virginiano (1964-1967), Tony e il professore (1969) e Uno sceriffo a New York (1973). Autore di un'autobiografia, intitolata The Wind at My Back e pubblicata nel 1964, O'Brien concluse la carriera cinematografica con il ruolo del padre di Burt Reynolds nel film La fine... della fine (1978) e con la parte di Mr. Delphin Delmas nel già citato Ragtime (1981) di Milos Forman.

## Vita privata
Sposato dal 1931 con l'attrice Eloise Taylor, O'Brien ebbe da lei un figlio, Sean, e la coppia ne adottò in seguito altri tre, Terry, Brigid e Mavourneen. Il matrimonio durò fino alla morte dell'attore per un attacco cardiaco, avvenuta il 15 ottobre 1983, a 83 anni. Fu sepolto all'Holy Cross Cemetery di Culver City, in California.

## Filmografia

### Cinema
- Honor Among Lovers, regia di Dorothy Arzner (1931)
- The Front Page, regia di Lewis Milestone (1931)
- Personal Maid, regia di Monta Bell e Lothar Mendes (1931)
- Consolation Marriage, regia di Paul Sloane (1931)
- Flying High, regia di Charles Reisner (1931)
- Hell's House, regia di Howard Higgin (1932)
- The Final Edition, regia di Howard Higgin (1932)
- L'ultimo scandalo (Scandal for Sale), regia di Russell Mack (1932)
- Il delitto di Clara Deane (The Strange Case of Clara Deane), regia di Louis J. Gasnier e Max Marcin (1932)
- Hollywood Speaks, regia di Edward Buzzell (1932)
- La follia della metropoli (American Madness), regia di Frank Capra e (non accreditati) Allan Dwan e Roy William Neill (1932)
- Flaming Gold, regia di Ralph Ince (1932)
- La maschera del peccato (Virtue), regia di Edward Buzzell (1932)
- L'aeroporto del deserto (Air Mail), regia di John Ford (1932)
- Laughter in Hell, regia di Edward L. Cahn (1933)
- Destination Unknown, regia di Tay Garnett (1933)
- The World Gone Mad, regia di Christy Cabanne (1933)
- Bureau of Missing Persons, regia di Roy Del Ruth (1933)
- Argento vivo (Bombshell), regia di Victor Fleming (1933)
- College Coach, regia di William A. Wellman (1933)
- I've Got Your Number, regia di Ray Enright (1934)
- L'ultima carta (Gambling Lady), regia di Archie Mayo (1934)
- Universo innamorato (Twenty Million Sweethearts), regia di Ray Enright (1934)
- The Personality Kid, regia di Alan Crosland (1934)
- Marinai all'erta (Here Comes the Navy), regia di Lloyd Bacon (1934)
- I Sell Anything, regia di Robert Florey (1934)
- Passeggiata d'amore (Flirtation Walk), regia di Frank Borzage (1934)
- I diavoli in paradiso (Devil Dogs of the Air), regia di Lloyd Bacon (1935)
- Follia messicana (In Caliente), regia di Lloyd Bacon (1935)
- La lampada cinese (Oil for the Lamps of China), regia di Mervyn LeRoy (1935)
- Colpo proibito (The Irish in Us), regia di Lloyd Bacon (1935)
- Page Miss Glory, regia di Mervyn LeRoy (1935)
- Stars Over Broadway, regia di William Keighley (1935)
- Brume (Ceiling Zero), regia di Howard Hawks (1936)
- I Married a Doctor, regia di Archie L. Mayo (1936)
- La moglie del nemico pubblico (Public Enemy's Wife), regia di Nick Grinde (1936)
- Ali sulla Cina (China Clipper), regia di Ray Enright (1936)
- The Great O'Malley, regia di William Dieterle (1937)
- San Quentin, regia di Lloyd Bacon (1937)
- Alta tensione (Slim), regia di Ray Enright (1937)
- Back in Circulation, regia di Ray Enright (1937)
- Sottomarino D-1 (Submarine D-1), regia di Lloyd Bacon (1937)
- Women Are Like That, regia di Stanley Logan (1938)
- Cowboy from Brooklyn, regia di Lloyd Bacon (1938)
- Boy Meets Girl, regia di Lloyd Bacon (1938)
- Garden of the Moon, regia di Busby Berkeley (1938)
- Gli angeli con la faccia sporca (Angels with Dirty Faces), regia di Michael Curtiz (1938)
- Off the Record, regia di James Flood (1939)
- The Kid from Kokomo, regia di Lewis Seiler (1939)
- Indianapolis Speedway, regia di Lloyd Bacon (1939)
- The Night of Nights, regia di Lewis Milestone (1939)
- L'assassino è in casa (Slightly Honorable), regia di Tay Garnett (1939)
- I fucilieri delle Argonne (The Fighting 69th), regia di William Keighley (1940)
- Il castello sull'Hudson (Castle on the Hudson), regia di Anatole Litvak (1940)
- Trovarsi ancora (Till We Meet Again), regia di Edmund Goulding (1940)
- Zona torrida (Torride Zone), regia di William Keighley (1940)
- Indietro non si torna (Escape to Glory), regia di John Brahm (1940)
- Flowing Gold, regia di Alfred E. Green (1940)
- Knute Rockne All American, regia di Lloyd Bacon (1940)
- Two Yanks in Trinidad, regia di Gregory Ratoff (1942)
- Ombre di Broadway (Broadway), regia di William A. Seiter (1942)
- Flight Leutenant, regia di Sidney Salkow (1942)
- La marina è vittoriosa (Broadway), regia di A. Edward Sutherland (1942)
- 19º stormo bombardieri (Bombardier), regia di Richard Wallace (1943)
- Il maggiore di ferro (The Iron Major), regia di Ray Enright (1943)
- Le conseguenze di un bacio (His Butler's Sister), regia di Frank Borzage (1943)
- L'azione continua (Marine Raiders), regia di Harold D. Schuster (1944)
- Comando segreto (Secret Command), regia di A. Edward Sutherland (1944)
- Having Wonderful Crime, regia di A. Edward Sutherland (1945)
- Fantasma vivo (Man Alive), regia di Ray Enright (1945)
- Vacanze pericolose (Perilous Holiday), regia di Edward H. Griffith (1946)
- La banda dei falsificatori (Crack-Up), regia di Irving Reis (1946)
- Riffraff - L'avventuriero di Panama (Riffraff); regia di Ted Tetzlaff (1947)
- Domani saranno uomini (Fighting Father Dunne), regia di Ted Tetzlaff (1948)
- Il ragazzo dai capelli verdi (The Boy with Green Hair), regia di Joseph Losey (1948)
- A Dangerous Profession, regia di Ted Tetzlaff (1949)
- Johnny One-Eye, regia di Robert Florey (1950)
- Lo spaccone vagabondo (The Fireball), regia di Tay Garnett (1950)
- Avvocati criminali (Criminal Lawyer), regia di Seymour Friedman (1951)
- Omertà (The People Against O'Hara), regia di John Sturges (1951)
- Okinawa, regia di Leigh Jason (1952)
- La grande carovana (Jubilee Trail), regia di Joseph Kane (1954)
- Il circo delle meraviglie (Ring of Fear), regia di James Edward Grant (1954)
- La città corrotta (Inside Detroit), regia di Fred F. Sears (1956)
- Kill Me Tomorrow, regia di Terence Fisher e Francis Searle (1957)
- L'ultimo urrà (The Last Hurrah), regia di John Ford (1958)
- A qualcuno piace caldo (Some Like It Hot), regia di Billy Wilder (1959)
- La città senza legge (Town Tamer), regia di Lesley Selander (1965)
- The Sky's the Limit, regia di Tom Leetch (1975)
- Billy Jack Goes to Washington, regia di Tom Laughlin (1977)
- La fine... della fine (The End), regia di Burt Reynolds (1978)
- Ragtime, regia di Miloš Forman (1981)

### Televisione
- General Electric Theater – serie TV, episodio 1x05 (1953)
- Schlitz Playhouse of Stars – serie TV, episodi 1x43-3x08 (1952-1953)
- Stage 7 – serie TV, episodio 1x07 (1955)
- The Star and the Story – serie TV, episodio 1x19 (1955)
- Front Row Center – serie TV, episodio 1x01 (1955)
- Celebrity Playhouse – serie TV, episodio 1x05 (1955)
- The Christophers – serie TV, 1 episodio (1955)
- Scienza e fantasia (Science Fiction Theatre) – serie TV, episodio 1x36 (1955)
- Climax! – serie TV, episodi 1x16-2x05-2x16 (1955-1956)
- The United States Steel Hour – serie TV, episodio 3x20 (1956)
- Sneak Preview – serie TV, episodio 1x04 (1956)
- Lux Video Theatre – serie TV, 6 episodi (1951-1957)
- Playhouse 90 – serie TV, episodio 1x23 (1957)
- Crossroads – serie TV, 4 episodi (1956-1957)
- The Red Skelton Show – serie TV, episodio 6x33 (1957)
- The Ford Television Theatre – serie TV, episodi 2x05-3x01-5x39 (1953-1957)
- Studio 57 – serie TV, 4 episodi (1956-1957)
- Telephone Time – serie TV, episodio 2x21 (1957)
- Studio One – serie TV, episodio 10x14 (1958)
- Kraft Television Theatre – serie TV, episodio 11x17 (1958)
- Target – serie TV, episodio 1x11 (1958)
- The Best of the Post – serie TV, episodio 1x02 (1960)
- Harrigan and Son – serie TV, 34 episodi (1960-1961)
- The Dick Powell Show – serie TV, episodio 2x23 (1963)
- Going My Way – serie TV, episodio 1x24 (1963)
- The Crisis (Kraft Suspense Theatre) – serie TV 1x18-2x06 (1964)
- Slattery's People – serie TV, episodio 1x23 (1965)
- Polvere di stelle (Bob Hope Presents the Chrysler Theatre) – serie TV, episodi 1x23-3x02 (1964-1965)
- Branded – serie TV, episodio 2x11 (1965)
- Hazel – serie TV, episodio 5x16 (1966)
- Il virginiano (The Virginian) – serie TV, episodi 2x17-5x17 (1964-1967)
- Tony e il professore (My Friend Tony) – serie TV, episodio 1x10 (1969)
- The Over-the-Hill Gang, regia di Jean Yarbrough – film TV (1969)
- Bracken's World – serie TV, episodio 1x25 (1970)
- Due onesti fuorilegge (Alias Smith and Jones) – serie TV, episodio 2x11 (1971)
- Welcome Home, Johnny Bristol, regia di George McCowan – film TV (1972)
- Adventures of Nick Carter, regia di Paul Krasny – film TV (1972)
- Difesa a oltranza (Owen Marshall: Counselor at Law) – serie TV, episodio 2x01 (1972)
- Detective anni trenta (Banyon) – serie TV, episodio 1x03 (1972)
- I nuovi medici (The Bold Ones: The New Doctors) – serie TV, episodio 4x16 (1973)
- Amanda Fallon, regia di Jack Laird – film TV (1973)
- Tenafly – serie TV, episodio 1x01 (1973)
- Uno sceriffo a New York (McCloud) – serie TV, episodio 4x01 (1973)
- The ABC Afternoon Playback – serie TV, episodio 1x03 (1973)
- Disneyland – serie TV, episodi 21x11-21x12 (1975)
- Kiss Me, Kill Me, regia di Michael O'Herlihy – film TV (1976)
- Scout's Honor, regia di Henry Levin – film TV (1980)
- WKRP in Cincinnati – serie TV, episodio 4x08 (1981)
- Happy Days – serie TV, episodi 7x24-9x14 (1980-1982)

### Cortometraggi
- Compliments of the Season, regia di Arthur Hurley (1930) (non accreditato)
- Crimes Square, regia di Arthur Ripley (1931)

## Doppiatori italiani
Nelle versioni in italiano dei suoi film, Pat O'Brien è stato doppiato da:
- Gaetano Verna in Gli angeli con la faccia sporca, Zona torrida
- Giorgio Capecchi in 19º stormo bombardieri, A qualcuno piace caldo
- Carlo Romano in Le conseguenze di un bacio
- Manlio Busoni in L'ultimo urrà
- Luciano Melani ne Gli angeli con la faccia sporca (ridoppiaggio)